# Chilecicada
Chilecicada (лат.) — род певчих цикад, единственный в составе трибы Chilecicadini из подсемейства Tibicininae. Эндемик Чили

## Распространение
Обитают в Южной Америке (Чили).

## Описание
Цикады среднего размера, длина тела около 2 см. Заднеспинка полностью скрыта по средней линии спины. Жилки переднего крыла CuP и 1A не слиты. Жилки заднего крыла RP и M не слиты в основании. Брюшная полость без тимбальных покровов или с частично загнутым краем.

## Систематика
Род не похож на представителей ни одной из триб подсемейства Tibicininae и поэтому выделен в монотипическую трибу Chilecicadini. Новый род имеет общие черты как с Tibicinini, так и с Tettigadini, но своим пигофером и ункусом Chilecicada наиболее похож на Tettigadini по общему виду. Новую трибу можно отличить от других триб Tibicininae по ширине передней части переднеспинки, которая примерно такой же ширины, как и задняя часть переднеспинка, латеральный угол воротничка переднеспинки находится впереди заднего края, частично выемчатый боковой край воротника переднеспинки, наличие хорошо развитых тимбалов, отсутствием мезонотального стридуляторного аппарата, длинной базальной лопасти пигофера и изогнутого вентрально брюшка самца. Род был впервые выделен в 2014 году американским энтомологом Алленом Санборном (Department of Biology, Barry University, Miami Shores, Флорида, США) для типового вида Chilecicada occidentis (Cicada occidentis Walker, 1850).
- Chilecicada citatatemporaria
- Chilecicada culenesensis
- Chilecicada curacaviensis
- Chilecicada impartemporaria
- Chilecicada magna
- Chilecicada mapuchensis
- Chilecicada occidentis
- Chilecicada oraria
- Chilecicada parrajaraorum
- Chilecicada partemporaria
- Chilecicada pehuenchesensis
- Chilecicada trifascia
- Chilecicada trifasciunca
- Chilecicada viridicitata